# Gerjen
Gerjen község Tolna vármegye Paksi járásában.

## Fekvése
Pakstól 22 kilométerre délre, Szekszárdtól 27 kilométerre északkeletre fekszik, a Duna jobb partján, a folyó 1514-es folyamkilométer-szelvényében. Vele szemben a bal parton Kalocsa Meszes nevű üdülőterülete (Foktő enklávéja) található. Legközelebbi szomszédai Dunaszentgyörgy, Fadd és a Duna túloldalán Bátya. 

### Megközelítése
A dunai kompátkelés lehetőségét leszámítva a közelmúltig zsáktelepülésnek volt tekinthető, mert közúton csak egy irányból lehetett elérni, az 5112-es útból Fadd északi külterületei közt kiágazó 51 162-es számú mellékúton. A néhány kilométerrel északabbra megépített Tomori Pál híd forgalomba helyezéséhez kapcsolódva azonban összekötő út épült Gerjen és a hídon keresztül húzódó 512-es főút, illetve Paks déli része között is, amely (a korábbi 51 162-essel együtt) az 5124-es útszámozást kapta.
Az ország középső, illetve távolabbi dunántúli részei felől a 6-os főúton közelíthető meg, dunaszentgyörgyi letéréssel, Bács-Kiskun vármegye irányából pedig a Tomori Pál hídon és az azon áthaladó 512-es főúton.

## Címerének leírása
A község címerében a lakosság katolikus vallását az apostoli kettőskereszt, református vallását pedig a nyolcágú csillag szimbolizálja. A vallás mindig jelentős szerepet kapott a község életében.
A hullámpólya jelképezi a Dunát és a Gerjen-patakot egyaránt. Ez utóbbi neve vonódott át a községre. Gerjent 1211-ben említik oklevelek első ízben.
A horgonnyal, a mai, korszerű kikötővel rendelkező települést jelzi. A horgony nemcsak a hajózás eszköze, mert a keresztény ikonográfia jelképeként mögöttes jelentéstartalma is van: már az ókeresztényeknél kereszt formája révén a megváltás burkolt szimbóluma lett. A karika alatti keresztrúd kézenfekvővé tette a kereszthez való hasonlatosságot, amit csak a horgony alsó része leplezett. A zsidókhoz írott levelében Szent Pál az Isten ígéretébe vetett reményt a lélek szilárd horgonyának nevezte, mely Krisztushoz vezet, az Isten országába. Ezért a horgony a keresztény hit állhatatosságának és a feltámadás reményének jelképe lett. Ekképpen is értelmezhető tehát a településcímerben.
A címerben a mázak, színek a címertan szabályainak megfelelően jelennek meg.
- A fémek jelentéstartalma:
  - Arany (Nap): értelem, ész, tekintély, hit, erény, erkölcsösség, fenség.
  - Ezüst (Hold): bölcsesség, tisztaság, ártatlanság, szemérmesség.
- A színek jelentéstartalma:
  - Vörös (Mars): hazaszeretet, önfeláldozás, tenniakarás, nagylelkűség.
  - Kék (Jupiter): elvhűség, állhatatosság, ellenállóképesség, bizalom.

## Története
Gerjen első említése a tihanyi apátság területeinek 1211-es összeírásában szerepel: „… A szomszédos Fatod határát képező Gergyen folyó, mely kimegy a Dunából…”.
1520-ban Gergyen, majd Gerjen átkelő hely a Dunán. A település helye a mostanitól kicsit nyugatabbra, mocsaras területen, egy óholocén teraszmaradványon volt, rendkívül alacsonyan. E tájon volt Vettle puszta, mely a gerjeni határhoz tartozott. Innen az emberek beköltöztek Gerjenbe, s a régi településüket pusztaként használták, s a temetkezési helyük is itt volt. (Még a múlt században is ide temették néhányan halottaikat.) Az 1690-es feljegyzések alapján a falut három oldalról mossa a Duna. A török időket viszonylag jobban átvészelte a település, az 1728-as összeírás szerint a lakók többségének családja a török időkben is ott élt, vagy közvetlenül utána tért vissza. 1720-ban 13 jobbágy és 5 zsellér családot írnak össze. Az 1728-as megyei népesség-összeírás 25 családot tüntet fel a faluban. Az 1753-as megyei összeírás szerint 99 család lakott itt. Az 1783-as katonai felmérés szerint Gerjen határában szállásnak nevezett szórványtelepülések alakultak ki. Az Ófalut 1829-ben így jellemezték:
"...Egy kevéssé dombos a fekvése, az egész falutájt a víz környékezi, nem annyira hosszában, mint kiterülve vagynak a házak, melyek két utcából állnak és rendetlenül sűrűen összeépítettek"
Ekkor 1057-en lakták, 189 házban. A csónak fontos közlekedési eszköz volt, mert így lehetett a legjobban megközelíteni, még a temetőbe is csónakon vitték a halottakat. A házak alacsony, sárral tapasztott sövényfalúak voltak, az utcák pedig olyan szűkek, hogy egy kocsi alig tudott megfordulni bennük. Az ófalu-dombon - ami a vízből kivett földből épült - állott a török templom. A templomról 1752-ben azt mondták, hogy emberemlékezet óta ott állt. Teteje Rákóczi idején pusztult el. A házak olyan közel voltak, hogy ereszük összeért.
Az Ófalu 1844-ben porrá égett. A pusztulás után el kellett települnie a falunak. Ekkor jelölték ki a jelenlegi helyén az Ófalutól keletre lévő gyümölcsöskertben. A falu utcáit, tereit mérnöki pontossággal jelölték ki, a régi halmazos szerkezetű helyett teleklábas szerkezettel épült újjá három Dunával párhuzamos utca, amelyeket a falu két szélén, illetve a templom vonalában köt össze egy-egy keresztutca. Itt is vesszőfalú házakat építettek, majd tömörített falúakat. Bár a falut többször elöntötte az ár, de a védőtöltésen mindig menedéket találtak az emberek. Az 1893-as árvíz szintjét emléktábla őrzi a református templom keleti oldalán. A Duna a szabályozása következtében került egészen a falu határáig.

## Közélete

### Polgármesterei
- 1990–1994: Szabó Elemér (független)[4]
- 1994–1998: Szabó Elemér (független)[5]
- 1998–2002: Molnár József (független)[6]
- 2002–2006: Molnár József (független)[7]
- 2006–2007: Molnár József (független)[8]
- 2007–2010: Máté Dénes (független)[9]
- 2010–2014: Máté Dénes (független)[10]
- 2014–2019: Romhányi Károly (független)[11]
- 2019–2024: Romhányi Károly (független)[12]
- 2024– : Romhányi Károly (független)[1]

A településen 2007. december 9-én időközi polgármester-választást kellett tartani, az előző polgármester lemondása miatt.

## Népesség
A település népességének változása:
| Lakosok száma | 1203 | 1204 | 1200 | 1159 | 1149 | 1151 | 1151 |
|               | 2013 | 2014 | 2015 | 2021 | 2022 | 2023 | 2024 |

A 2011-es népszámlálás során a lakosok 96,8%-a magyarnak, 4% cigánynak, 0,4% németnek, 0,2% örménynek mondta magát (3,1% nem nyilatkozott; a kettős identitások miatt a végösszeg nagyobb lehet 100%-nál). A vallási megoszlás a következő volt: római katolikus 42,4%, református 24%, evangélikus 0,5%, felekezeten kívüli 19,1% (11% nem nyilatkozott).
2022-ben a lakosság 94,1%-a vallotta magát magyarnak, 2,1% cigánynak, 0,3% németnek, 0,1-0,1% ukránnak, horvátnak és románnak, 1,9% egyéb, nem hazai nemzetiségűnek (5,9% nem nyilatkozott; a kettős identitások miatt a végösszeg nagyobb lehet 100%-nál). Vallásuk szerint 21,7% volt római katolikus, 16,2% református, 0,6% evangélikus, 0,1% görög katolikus, 0,1% izraelita, 1% egyéb keresztény, 4,1% egyéb katolikus, 23,2% felekezeten kívüli (33,1% nem válaszolt).

## Nevezetességei
- Református templom (1871)
- Református templomban található országos műemlék orgona (Szombathy István restaurálta 2005-ben)
- Katolikus templom, búcsújáró hely (1949)

## Híres emberek
- A település szülötte Kenessey Albert (1828–1879) hajóstiszt, hajózási szakember, az MTA tagja.